# Oberschmitten
Oberschmitten (westallgäuerisch: (Obə-)Schmittə) ist ein Gemeindeteil der Gemeinde Röthenbach (Allgäu) im bayerisch-schwäbischen Landkreis Lindau (Bodensee).

## Geographie
Der Weiler liegt circa 1,5 Kilometer nördlich des Hauptorts Röthenbach und zählt zur Region Westallgäu. Durch den Ort fließt der Röthenbach und der Tobelbach.

## Ortsname
Der Ortsnamen leitet sich vom mittelhochdeutschen Wort smitte für Schmiede ab.

## Geschichte
Oberschmitten wurde erstmals urkundlich im Jahr 1290 als Schmittun erwähnt. Im Jahr 1320 wurden erstmals die Mahlmühle und die Säge gehörig zum Kloster Mehrerau im Ort erwähnt. 1751 fand die Vereinödung in Oberschmitten mit drei Teilnehmern statt. Ab 1770 wurde der Ort zwischen Ober- und Unterschmitten unterschieden. 1818 wurde der Weiler der Gemeinde Röthenbach zugeordnet. 1920 wurde die Mahlmühle und 1946 die Säge aufgegeben.

## Baudenkmäler
- Siehe: Liste der Baudenkmäler in Oberschmitten